# Gawain

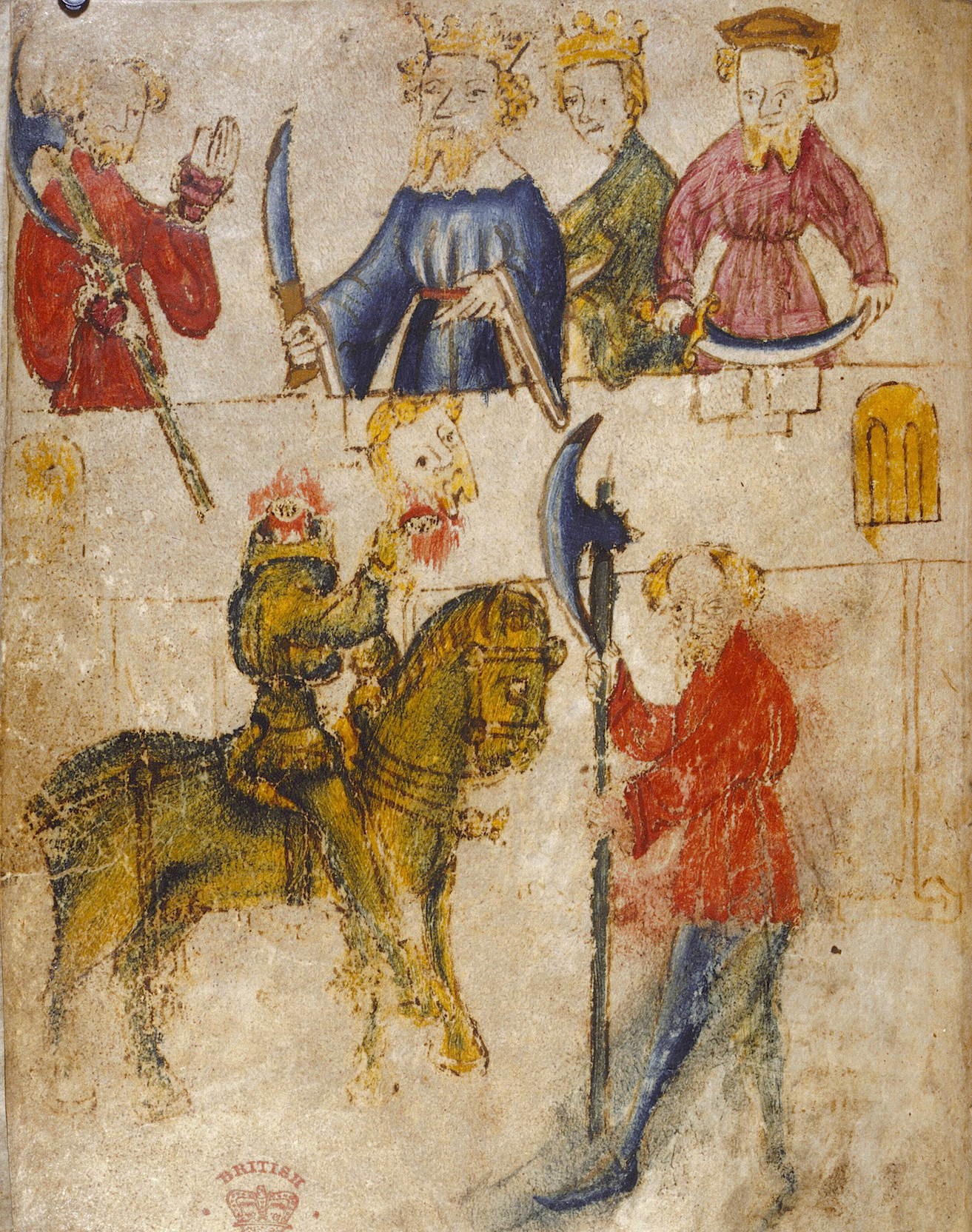
Imagen que representa a Sir Gawain frente al decapitado Caballero Verde.

Dentro de la Materia de Bretaña, Sir Gawain (en francés: Gauvain, en español: Galván) es hijo de la hechicera Morgause (hermana del rey Arturo) y del Rey de Lothian, Lot. Sus hermanos son Sir Gaheris y Sir Gareth, que mueren a manos de Lancelot del Lago y Sir Agravain. También es primo de Ginebra y Mordred. Es uno de los más importantes caballeros de la Mesa Redonda, el cual aparece muy tempranamente durante el desarrollo de las leyendas artúricas. Es uno del selecto número de caballeros de la Mesa Redonda a los que se refiere como «los más grandes» de los caballeros, más notablemente en Sir Gawain y el Caballero Verde. 
Gawain se retrata a menudo como un formidable pero temerario caballero, fervorosamente leal a su rey y a su familia. Es un amigo de los caballeros jóvenes, un defensor de los pobres, y un consumado hombre de damas. Sus fuerzas crecen y menguan con el sol; su poderío se triplica al mediodía, pero se desvanece a medida que el sol se pone. Se le reconocen por lo menos tres hijos: Florence, Lovell y Gingalain, este último también llamado Libeaus Desconus o Le Bel Inconnu, «el Bello Desconocido». En la literatura artúrica galesa posterior, Gawain es considerado un sinónimo del campeón nativo Gwalchmei.

## Origen
Es uno de los personajes más antiguos de la leyenda artúrica. Se cree que pudo haberse inspirado en la figura del caballero italiano Galgano, que fue canonizado como San Galgano.

## Gawain en la literatura francesa

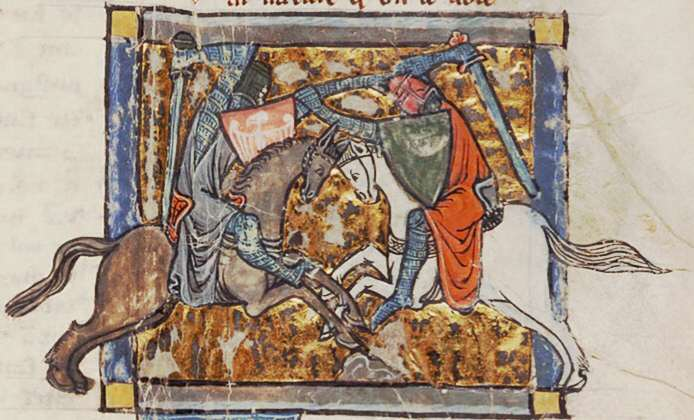
Gawain lucha contra Yvain, de Yvain, el Caballero del León de Chrétien de Troyes.

Una gran cantidad de romances en francés surgieron con la aparición del texto de Chrétien, y Gawain fue retratado de varias maneras. A veces él es el héroe, otras su ayudante, otras es el sujeto de humor burlesco. En el ciclo de la Vulgata, se lo representa como un caballero orgulloso y mundano que demuestra a través de fracasos el peligro de descuidar el espíritu por los vanos regalos del mundo material. En la búsqueda del Santo Grial, sus intenciones son siempre las más puras, pero es incapaz de usar la gracia de Dios para ver el error de sus maneras.

## Gawain: leyendas y muerte

### La Leyenda del Caballero Verde
Sin duda, la leyenda que más se conoce de Sir Gawain es la del Caballero Verde. Un buen día, mientras Gawain galopaba a caballo junto a Perceval (uno de los tres elegidos por el Grial) se le aparece un guerrero que no tenía nada de humano, que estaba bañado de verde completamente, y con una gigantesca hacha en una de sus manos. El Caballero Verde lo reta a un duelo al cual Gawain acepta risueñamente. El reto consistía en esto: Gawain golpearía al Caballero Verde cuando este estuviera totalmente desarmado, y si no conseguía matarlo, el Caballero Verde realizaría el mismo proceso con él, pero con su hacha. Gawain le corta la cabeza al Caballero Verde con su espada y cuando por fin se da por vencido, la cabeza del misterioso caballero vuelve a su sitio, volviendo a formar parte de su cuerpo. Ahora el Caballero Verde debía de repetir el mismo proceso con Gawain, pero le da un año para que se prepare para combatir frente a él.
Al año siguiente, Sir Gawain aparece junto a Lancelot del Lago en los dominios del señor de Bertilak, un valvasor que gobernaba las tierras de Hautdesert, y que acoge a los dos caballeros en su castillo. Gawain pide ayuda al señor del castillo y a su dama, Lady Ann, para encontrar al Caballero Verde. Sir Bertilak le aseguró a Gawain que no tenía por qué preocuparse y le aseguró que él sabía perfectamente donde se encontraba el Caballero Verde. Unos días después, Gawain parte junto con Sir Bertilak y Lancelot hacia el lugar donde supuestamente se encontraba el Caballero Verde. El señor de Hautdesert los deja justo en la entrada de la cueva del caballero. Gawain se adentra junto con Lancelot en la cueva donde el Caballero Verde les espera, afilando su hacha. Gawain se despoja de todas sus armaduras y de su jubón, pero se dejó puesto un cinturón que Lady Ann le dijo que le salvaría del golpe del Caballero Verde. El Caballero Verde se detiene dos veces antes de golpearle en el cuello, y a la tercera lo hace, aunque solo le abre un leve corte a Gawain en el cuello. Después de esto tanto Gawain como Lancelot comprueban que el Caballero Verde sufre una transformación y se convierte en Sir Bertilak que estaba aprisionado dentro del avatar del Caballero Verde por culpa del Santo Grial.
Sir Bertilak había vivido cientos de años, y el Grial lo había castigado a que para morir debía de retar a un caballero de la nobleza a un duelo frente a él, lo cual Gawain cumplió, y Bertilak pudo morir en paz disolviéndose entre los restos de aquel frondoso bosque de las tierras de Hautdesert.

### Muerte en La Batalla de  Camlann
Sir Gawain muere en la Batalla de Camlann, a manos de los guerreros sajones liderados por su primo Mordred, que quería arrebatarle la corona de Britannia a Arturo, para después reducirla a las cenizas. Cuando Gawain muere, Arturo intenta salvarlo, aunque ya es demasiado tarde y el guerrero muere con todos los honores en esta batalla.

## Apariciones en diversos medios
Gawain es representado por el actor norirlandés Liam Neeson en la película de culto de 1981 Excalibur, dirigida por John Boorman, por Eoin Macken en la serie de televisión británica Merlín y por Joel Edgerton en El rey Arturo, de Antoine Fuqua (2004).
En el libro El gigante enterrado escrito por Kazuo Ishiguro, ganador del Premio Nobel en 2017, se representa a Gawain como uno de los personajes principales, siendo ya un anciano de constantes desvaríos. Él se refiere a sí mismo como el último de los caballeros de Arturo, ya que inclusive el Rey de Cámelot habría fallecido muchos años atrás luego de haberle encomendado la misión de matar a un dragón hembra, llamada Querig.
En la cinta El caballero verde, dirigida por David Lowery, Gawain es representado por el actor Dev Patel.